# إسحق يبارك يعقوب (لوحة)
إسحاق يبارك يعقوب (بالإنجليزية: Isaac Blessing Jacob)‏ هي لوحة من عام 1635 للفنان ماتياس ستوم، وهي لوحة زيت على قماش، رسمها الفنان أثناء وجوده في صقلية.
وهي موجودة حاليا في معهد باربر للفنون الجميلة في المملكة المتحدة، والذي اشتراها عام 1994.